# Ambundos
Os ambundos ou bundos (Ambundu) são um grupo étnico banto que vive em Angola, na região que se estende da capital Luanda para Leste. A sua língua é o quimbundo. Os ambundos são o segundo maior grupo étnico angolano, representado cerca da quarta parte da população do país. Os seus subgrupos mais importantes são os luandas, os ambundos em sentido restrito, os quissamas, os hungos, os libolos, os quibalas, os angolas, os imbangalas, os songos, os chinjee e os minungos.

## História
Os ambundos, cuja língua é o quimbundo, habitavam na faixa de terra entre dois importantes rios da região: o Cuanza, Bengo e a Baixa de Cassange. Formaram dois importantes reinos pré-colonial Africano,sendo eles o  Reino do Dongo e Reino da Matamba. 
Os ambundos são o povo dominante na região da capital angolana, mais precisamente nas províncias de Luanda, Ícolo e Bengo, Bengo, Cuanza Norte, Malanje, norte e noroeste do Cuanza Sul e sudoeste, sul e sudeste do Uíge. Apesar de os portugueses terem travado relações comerciais com os congos logo após a sua chegada ao Reino do Congo, a partir da altura em que estabeleceram uma colónia permanente em Luanda na região do Reino do Dongo ano de 1576 como base para o comércio de escravos, houve revoltas constantes contra a ocupação dos portugueses na região, sendo a mais famosa a encabeçada pela rainha Ana de Sousa (Ginga Ambande).
Boa parte dos mais de 4 milhões de escravos traficados para o estrangeiro entre os séculos XVI e XIX (especialmente para o Brasil) eram ambundos, já que este foi o grupo étnico onde a secular presença portuguesa na "cabeça de ponte" de Luanda teve mais impacto.
O desenvolvimento da cidade de Luanda como capital e principal centro industrial levou a que muitos ambundos se deslocassem para a capital, terminando na construção de imensos musseques nos arredores da cidade e levando a que, por causa da pesada presença dos portugueses e do grande número de mestiços lusófonos, o português se sobrepusesse à língua nativa, levando a que, hoje, muitos ambundos só saibam falar o português.
Foi no tecido social constituído pela sociedade luandense e os ambundos que começou a desenvolver-se, no século XX, uma identidade social "nacional", isto é, um sentido de pertença a Angola no seu conjunto. Gerou-se, em consequência disto, uma oposição à ocupação colonial que, desde o início, teve uma perspectiva "nacionalista". Fundaram-se, neste âmbito, nos anos 1950, vários grupos de resistência anticolonial, dos quais o mais importante, que absorveu ou eclipsou os outros, viria a ser o Movimento Popular de Libertação de Angola. Embora este tivesse pouca margem para marcar uma presença no complexo ambundo-luanda, durante a Guerra de Libertação (1961-1974), foi este que constituiu a sua principal base social no conflito que eclodiu em torno da descolonização do país, sendo uma das condições que lhe garantiram a vitória. O mesmo sucedeu durante o período da Guerra Civil Angolana, de 1975 a 2002. Como revelaram as eleições realizadas em 2008, esta ligação continua a ser expressiva no período pós-colonial, marcado pelo domínio político do MPLA.